# Торсійна дистонія
Торсі́йна дистоні́я — рідкісне захворювання нервової системи, яке викликає розвиток функціональних порушень, що обмежують рухові можливості та змушують людину терпіти невимовний біль через постійні зсудомлення м'язів. За даними пацієнтської організації «Об'єднання хворих на торсійну дистонію», сьогодні в Україні нараховується не менше 30 людей із таким діагнозом.

## Епідеміологія
Хвороба трапляється рідко, але це 3—4 випадки на 100 000 осіб. До цього захворювання більшу схильність мають чоловіки.

## Етіологія
Торсіонна дистонія є генетичним захворюванням і успадковується як за аутосомно-домінантним, так і за аутосомно-рецесивним типу. При аутосомно-домінантному типі спадкування хвороба, як правило, дебютує пізніше та протікає легше.

## Симптоматика
Перші симптоми торсійної дистонії відзначаються в людини у віці 5–20 років. Це, як правило, прояв мимовільних рухів в одній кінцівки, найчастіше нижній, тому пізніше хворому незручно ходити. Успробі зміни положення тіла чи при нервовому збудженні гіперкінези стають більш вираженими та поширюються. Іноді, людина може застигати в незвичних позах, стиль його ходи змінюється, вона стає хиткою та нестабільною в русі. Хворі іноді насилу можуть себе самостійно обслуговувати, але з часом вчаться пристосовуватися до порушень. У лежачому положенні гіперкінези зменшуються, уві сні вони не відбуваються взагалі, але хворим важко спати.

## Класифікація
Існує кілька форм торсійної дистонії - генералізована та локальна. Локальна форма зустрічається частіше, ніж генералізована. Як правило, локальна форма переходить у генералізовану повільно, у різні терміни від початку захворювання.
До локальних форм відносяться:
- Спастична кривошия[ru] — являє собою локалізований гіперкінез, при якому напруга м'язів шиї призводить до насильницького повороту голови;
- Блефароспазм[ru] - мимовільне скорочення кругової м'язи ока, що призводить до стійкого спазматичного змикання вік;
- Оромандибулярна дистонія — характеризується різними мимовільними гримасами, насильницьким відкриванням та/або закриванням рота. Під час нападу нижня щелепа щільно змикається з верхньою, внаслідок чого зуби щільно стискуються і навіть можуть зміщуватися, можливі випадки, коли щелепа навпаки, зміщується донизу і хворий не може закрити рота. Одночасно обличчя спотворюється страждальницькою гримасою незважаючи на те, що людина не зазнає болючих відчуттів;
- Спастична дисфонія[ru] - важке порушення голосу, що виявляється напружено-здавленою, переривчастою мовою[3];
- Писальний спазм[ru] - для нього характерні патологічні скорочення та/або напруги м'язів кисті, що призводять до формування неприродних поз і рухів і порушують функції письма[4]
- синдром Брейгеля або Синдром Мейжа[ru] - поєднання блефароспазма і оромандибулярної дистонії[5].

## Клінічна картина
Торсійна дистонія може проявлятися і як самостійна хвороба, і як торсійно-дистонічний синдром, що виникає як прояв ряду інших хвороб гепатоцеребральної дистрофії, епідемічного енцефаліту в якості наслідків травми при пологах. Торсійна дистонія є спадковим захворюванням, тип передачі — гетерогенний. Захворювання успадковується й за домінантним і за рецесивним типом. Однак, найчастіше хвороба успадковується за домінантним типом.
Локалізована форма не завжди прогресує в генералізовану, іноді вона є самостійною формою захворювання.

## Діагностика
Захворювання достатньо важке, діагноз встановлюється лікарем, що попередньо призначає низку аналізів, таких, як: аналіз сечі, крові, це допоможе встановити наявність токсинів та інфекцій в організмі пацієнта. Також, лікар має перевірити чи не проявлялась схожа симптоматика дистонії в родичів пацієнта, аби перевірити схильність та з'ясувати чи не отримував пацієнт черепно-мозкову травму. Для точніших результатів необхідно провести генетичний аналіз.
Існує 13 форм захворювання, але генетичний аналіз проводять лише на DYT1 – дистонію 1 типу. Ця форма є найпоширенішою і трапляється у 20% випадків.

## Лікування
Раніше ця хвороба лише заліковувалася медикаментозно. Єдиним вирішенням цього захворювання є встановлення нейростимулятора для глибокої стимуляції мозку (Deep Brain Stimulation). Лікування дороге, оскільки один стимулятор коштує близько пів мільйона гривень. Процедура імплантації відбувається один раз, потім треба заміняти лише батарейку, що прослужить від трьох до дев'яти років. На 2021 рік уже є необмежена батарея, яку потрібно заряджати.
Як симптоматичну терапію застосовують агоністи дофаміну, антихолінергічні препарати, міорелаксанти, антиконвульсанти і антагоністи дофаміну.